# Juan de Grijalva

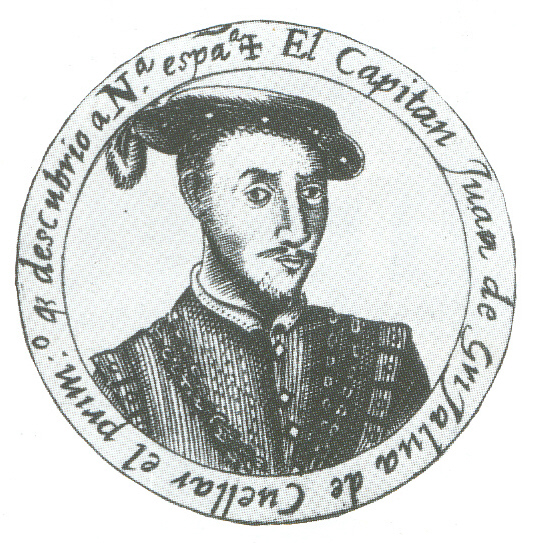
Juan de Grijalva

Juan de Grijalva (n. cca. 1489, Cuéllar - d. 21 ianuarie 1527, Nicaragua) a fost un conquistador spaniol. A fost în Hispaniola (astăzi, Haiti) în 1508 și în Cuba în 1511.
A fost printre cei dintâi conquistadori care a explorat coastele Mexicului, după ce a părăsit Cuba cu 4 vase și 170 de oameni în aprilie 1518, având ca pilot principal pe Antón de Alaminos. Alți membri ai flotilei era conchistadorii Francisco de Montejo, Pedro de Alvarado, Juan Díaz , Francisco Peñalosa, Alonso de Ávila, Alonso Hernández etc.
După lăsarea în urmă a capului Guaniguanico din Cuba, a navigat de-a lungul coastei mexicane, iar la 1 mai a ajuns în regiunea Tabasco din sudul Mexicului. Își găsește sfârșitul în timpul unei expediții în Nicaragua, din 1527.